# Volontario in ferma prefissata iniziale
Il volontario in ferma prefissata iniziale (in acronimo VFPI o VFI) è un militare delle forze armate italiane inquadrato nel ruolo della categoria dei militari di truppa nell'Esercito Italiano, nella Marina Militare o nell'Aeronautica Militare.
Il relativo ruolo del personale è stato istituto dalla legge 5 agosto 2022, n. 119, che ha sostituito il precedente di volontario in ferma prefissata di un anno (VFP1) previsto dalla legge Martino del 2004 rendendolo ad esaurimento, e costituisce il primo livello di accesso alle forze armate italiane in modo volontario.

## Descrizione generale
L'ammissione alla ferma avviene tramite concorso pubblico finalizzato ad accertare l'idoneità psicofisica al servizio; la durata della ferma è triennale e le modalità sono stabilite con decreto del Ministero della Difesa  Ad essi si applicano in via generale le stesse norme previste per i volontari in servizio permanente.
Le prove fisiche sono simili, per uomini e donne e previste dal bando di concorso, e devono essere completate entro i parametri da esso riportato. Le attività si svolgono per un periodo di tre giorni ma comunque possono variare da concorso a concorso. Generalmente consistono in:
- prove ginniche: generalmente consistenti in prove fisiche eliminatorie quali : piegamenti sulle braccia (push up), addominali alla sbarra, corsa piana 2000 metri e trazioni alla sbarra (pull up)
- selezione fisio-psico-attitudinale: gli aspiranti devono effettuare visite mediche specialistiche e di idoneità sportiva agonistica per conto proprio prima della selezione, i referti di tali visite mediche saranno esaminati dalla commissione che sottoporrà i candidati ad accertamenti sanitari e attitudinali tramite visita medica generale e specialistica e colloquio con lo psicologo e batteria testologica volta a valutare la personalità.

Al termine della ferma, i volontari potranno:
- concorrere per i concorsi riservati per la nomina a volontario in ferma prefissata triennale;
- congedarsi definitivamente dalle forze armate (purché senza demerito) ed eventualmente beneficiare dei posti di riserva nei concorsi per l'impiego civile nella pubblica amministrazione italiana, come previsto dalla legge.[7]

La ferma costituisce inoltre titolo di preferenza nei concorsi nelle forze di polizia italiane.

## Nelle varie forze armate

### Aeronautica Militare
L'iter formativo si svolge presso la scuola volontari dell'aeronautica militare (SVAM) situata a Taranto, sul sedime dell'idroscalo "Luigi Bologna" La formazione prevede, nel primo mese di addestramento, istruzione formale, materie prettamente militari, attività di maneggio armi e al poligono di tiro, coadiuvati dai Fucilieri dell'Aria del 16º Stormo di Martina Franca. Al termine si svolgerà la cerimonia del giuramento e il test sulle materie precedentemente studiate, propedeutico per assegnare la destinazione in cui svolgere il servizio.
Con l'aggiunta delle categorie nelle quali verranno suddivisi gli allievi, c'è una seconda fase di addestramento specializzata. Gli allievi facenti parte della categoria difesa continueranno le loro attività con i Fucilieri, mentre gli altri verranno inseriti in corsi relativi a: antincendio, amministrazione, informatica e vettovagliamento. La durata di questa seconda fase del corso dipende dalla suddetta categoria.

### Esercito
Ai VFI è riservata una quota di personale, stabilita annualmente; essi sono reclutati mediante superamento di concorso pubblico, emanato attraverso apposito bando, l'accertamento dell'idoneità psicofisica avviene presso i centri di selezione VFP1. L'espletamento delle prove avviene invece presso il centro di selezione e reclutamento nazionale dell'esercito.
I vincitori di concorso vengono incorporati con il grado di soldato (ovvero i militari di truppa senza nessun grado) e inviati presso i reparti del raggruppamento unità addestrative per le prime 14 settimane di formazione iniziale al termine delle quali verranno assegnati ai successivi reparti di impiego, ovvero a scuole di specializzazione o d'arma.

### Marina Militare
Nella Marina Militare vengono periodicamente reclutati un numero variabile di VFP mezzo di bando di concorso pubblico; l'intero iter selettivo è svolto  presso il Centro selezione addestramento e formazione del personale volontario della Marina Militare, con sede a Taranto.
Per i vincitori del concorso, il servizio si articola in due parti: l'addestramento e l'assegnazione al reparto di competenza. Il primo dura due mesi e include lezioni in aula di materie prettamente militari, addestramento al poligono di tiro, e l'educazione fisica. La seconda parte si articola nell'assegnazione dei militari ai vari reparti, in cui il militare volontario può ricoprire i compiti più svariati.

## Gradi
All'atto dell'incorporamento assumono la qualifica di nominati soldato, marinaio o aviere, in relazione all'arma di appartenenza. Ai sensi del d.lgs 11 febbraio 2014 n. 8 i VFP possono accedere al ruolo dei caporali.
| Periodo di servizio    | Esercito Italiano | Marina Militare                                     | Aeronautica Militare              |
| ---------------------- | ----------------- | --------------------------------------------------- | --------------------------------- |
| All'incorporamento     |                   | (Nessuna insegna di grado) Comune di seconda classe | (Nessuna insegna di grado) Aviere |
| Con il passaggio a VFT |                   |                                                     |                                   |

## Attività post-addestramento nell'esercito
- 2 Aiutante di sanità
- 3 Aiutante topografo di gruppo artiglieria
- 3/A Aiutante topografo per reparto specialisti di GU
- 3/B Osservatore
- 4 Armaiolo
- 5/A Maniscalco
- 5/B Sellaio
- 6 Meccanico
- 7/B Aiuto elettronico per telecomunicazioni
- 7/B Apparecchiatore di linea (1 categoria)
- 7/B Apparecchiatore di linea (2 categoria)
- 8 Artificiere
- 9 Pioniere
- 10 Assistente bagnanti
- 11 Barbiere
- 13/C Guastatore
- 14 Calzolaio
- 15 Cameriere
- 16/A Cannoniere per unità d'arresto
- 16/B Cannoniere di carro armato
- 17 Centralinista
- 18/A Conduttore di automezzi vari
- 18/C Trattorista
- 19 Conduttore di impianti termici
- 20 operatore di apripista Escavatrici ECC
- 20/A Operatore di carro pionieri
- 21/A Conducente
- 21/B Palafreniere
- 22 Cuoco
- 24 Disegnatore
- 25 Elettricista
- 26 Falegname carpentiere
- 28 Fabbro saldatore
- 29 Frigorista
- 30/A Fuciliere
- 30/B Addetto alla situazione operativa
- 30/C Mitragliatore
- 30/E Servente lanciarazzi controcarro
- 31/A Caporale istruttore
- 31/B Caporale vigilatore e custode (carceri)
- 32 Addetto al tiro (fanteria e cavalleria)
- 35 Infermiere per quadrupedi
- 35/A Conducente cinofilo
- 37 Lamierista verniciatore
- 38 Macellaio
- 39 Elettricista magnetista
- 40/A Marconista
- 40/B Radiotelegrafista
- 40/C Radiofonista
- 40/C Radiofonista per mezzi corazzati
- 40/C2 Secondo pilota /mitragliere/radiofonista per veicoli corazzati
- 40/D Radiogoniometrista
- 41/A Radiofonista conduttore
- 42 Operatore attrezzature speciali
- 42/C Elettromeccanico di sistema missilistico
- 43/A Meccanico di automezzi
- 43/B Meccanico di mezzi corazzati
- 44 Idraulico (meccanico per motopompe)
- 45 Minatore
- 46 Mitragliere
- 48 Motociclista moviere
- 50 Motorista per gruppi elettrogeni
- 50/11 Motorista per gruppi elettrogeni delle trasmissioni (Prima categoria)
- 50/2 Motorista per gruppi elettrogeni delle trasmissioni (Seconda categoria)
- 50/A Motorista per gruppi elettrogeni di artiglieria
- 50/B Addetto ai missili
- 51 Mortaista
- 52 Muratore
- 53 Addetto alla panificazione
- 53/A Panettiere
- 53/B Mugnaio
- 54/A Pilota di carro armato
- 54/C Pilota di carro armato
- 54/D Meccanico pilota di carro recuperi
- 54/E Pilota di mezzi corazzati
- 54/F Pilota di veicolo speciale cingolato
- 54/G Pilota di veicolo corazzato
- 55 Portaferiti
- 56 Aiuto radioelettronico tecnico TV
- 56/1 Radiomontatore delle trasmissioni (Prima categoria)
- 56/2 Radiomontatore delle trasmissioni (Seconda categoria)
- 56/a Radiomontatore (escluse trasmissioni)
- 58 Sarto
- 60 Addetto ai Comandi
- 61/B Puntatore (artiglieria)
- 61/C Servente (artiglieria)
- 63/B Puntatore (artiglieria contraerea)
- 63/C Puntatore artiglieria contraerea
- 63/C Puntatore tiratore artiglieria contraerea
- 66 Addetto al tiro artiglieria terrestre
- 66/A Fonotelemetrista
- 66/B Addetto al tiro artiglieria (missili)
- 66/C Addetto al tiro (contraerea)
- 67 Aerologista
- 67/A Aerologista misuratore del vento di superficie
- 67/B Operatore per cronografo campale
- 68 Disinfettore
- 69 Tappezziere
- 70 Telefonista stenditore guardafili
- 71 Telescriventista
- 72 Apparecchiatore telegrafonico (Escluse trasmissioni)
- 72/1 Apparecchiatore telegrafonico (Prima categoria)
- 72/2 Apparecchiatore telegrafonico (Seconda categoria)
- 74 Trombettiere
- 79 Servizi vari
- 79/A Cuciniere
- 79/1 Accompagnatore di grandi invalidi
- 79/M Musicante
- 80/C Aviofornitore
- 80/D Ripiegatore di paracadute
- 80/E Aiuto istruttore di paracadutismo
- 80/F Segnalatore per pattuglia guida
- 80/G Paracadutista addetto all'acquisizione
- 84 Pontiere
- 84/A Pontiere per unità ferrovieri
- 86 Capostazione
- 87 Manovratore
- 88 Deviatore
- 89 Macchinista
- 90 Aiuto macchinista
- 92 Capo treno
- 93 Frenatore
- 95 Addetto ai Comandi militari di stazione
- 98 Pilota ai natanti con fuoribordo o barche
- 99 Meccanico per gruppi elettrogeni
- 101 Mitraglieri contraerei
- 102 Addetto avvistamento aerei
- 103 Tipografo
- 104 Fotografo
- 104/A Fotografo di artiglieria
- 105 Operatore cinematografico
- 106 Alpiere
- 107 Esploratore
- 108/A Tecnico elettronico per missili controcarro filoguidati a guida manuale
- 108/B Tecnico elettronico per missili controcarro filoguidati a guida ottica
- 109 Addetto al mascheramento
- 110 Addetto all'annebbiamento ed ai lanciafiamme
- 111 Servente per cannoni senza rinculo
- 111/A Servente per missili controcarro
- 112 Odontotecnico
- 115 Teleferista
- 117 Operatore di elaboratore elettronico
- 117 Operatore meccanografico
- 118 Operatori ponti radio
- 119 Bonificatore NBC
- 119/A Rilevatore NBC
- 120/B Tecnico elettronico per complesso di rilevamento artiglieria contraerea leggera
- 121/B Operatore elettronico per complesso di rilevamento e calcolo (artiglieria)
- 12l/C Operatore elettronico per radar controfuoco
- 121/D Operatore elettronico per radar sorveglianza terrestre
- 121/G Operatore elettronico per radar sorveglianza contraerei
- 121/H Operatore elettronico per centro operativo gruppo missili contraerei
- 121/I- Operatore elettronico per lanciatori missili contraerei
- 121/M Operatore elettronico per radar
- 123 Assistente di bordo mitragliere meccanico
- 124 Addetto al servizio antiincendi
- 202 Comandante di squadra sanità
- 203 Comandante di squadra topografi di Gruppi artiglieria
- 203/A Comandante di squadra topografici per reparto specialisti di Grande Unità
- 203/B Comandante di squadra osservazione
- 209 Comandante di squadra pionieri
- 212 Sorvegliante di cantiere
- 213/C Comandante di squadra guastatori
- 216/A Capo pezzo (fanteria d'arresto)
- 216/B Capo carro
- 217 Comandante di squadra trasmissioni
- 218/A Comandante di squadra trasporti
- 221/A Comandante di squadra salmeristi
- 221/B Comandante di squadra palafrenieri
- 230/A Comandante di squadra fucilieri
- 230/B Comandante di squadra armi leggere
- 230/D Comandante di squadra difesa vicina
- 231/A Comandante di squadra istruttore di Battaglione
- 232 Comandante di squadra tiro mortai
- 240/A Comandante di squadra marconisti
- 245 Comandante di squadra minatori
- 246 Comandante di squadra mitraglieri
- 251 Comandante di squadra mortai
- 253 Comandante di squadra sussistenza
- 260 Comandante di squadra addetto ai Comandi
- 260/C Addetto alla contabilità
- 261 Capo pezzo (artiglieria)
- 26112 Capo pezzo (missili)
- 263 Capo pezzo (artiglieria contraerea)
- 263/2 Capo pezzo artiglieria contraerea per complesso quadruplo
- 263/D Capo Arma (artiglieria)
- 266 Comandante di squadra tiro artiglieria terrestre
- 266/B Comandante di squadra tiro artiglieria (missili)
- 266/C Comandante di squadra artiglieria contraerea
- 267 Comandante di squadra aerologisti
- 270 Comandante di squadra costruzione linee
- 271 Comandante di squadra telescriventisti
- 284 Comandante di squadra pontieri
- 284/A Comandante di squadra pontieri (ferrovieri)
- 302 Comandante di squadra avvistamento aerei
- 307 Comandante di squadra
- 311 Comandante di squadra cannoni senza rinculo
- 318 Comandante di squadra operatori ponti radio
- 319 Comandante di squadra NBC
- 321 Comandante di squadra radar controfuoco
- 321/L Comandante di squadra lancio missili contraerea
- 321/M Comandante di squadra radar missili contraerea